# Сан-Марцано-Оливето
Сан-Марцано-Оливето (итал. San Marzano Oliveto) — коммуна в Италии, располагается в регионе Пьемонт, в провинции Асти.
Население составляет 1083 человека (2008 г.), плотность населения составляет 111 чел./км². Занимает площадь 10 км². Почтовый индекс — 14050. Телефонный код — 0141.
Покровительницей коммуны почитается святая равноапостольная Мария Магдалина, празднование 22 июля.

## Демография
Динамика населения:

## Администрация коммуны
- Официальный сайт: http://www.comune.sanmarzanooliveto.at.it/